# Micropholis resinifera
Micropholis resinifera är en tvåhjärtbladig växtart som först beskrevs av Adolpho Ducke, och fick sitt nu gällande namn av Pierre Joseph Eyma. Micropholis resinifera ingår i släktet Micropholis och familjen Sapotaceae. IUCN kategoriserar arten globalt som sårbar. Inga underarter finns listade i Catalogue of Life.